# Campionati tedeschi di ski cross 2016
I Campionati tedeschi di ski cross 2016 si sono svolti a Mittenwald, il 6 marzo. Il programma ha incluso sia la gara femminile che la gara maschile. 
Trattandosi di competizioni valide anche ai fini del punteggio FIS, vi hanno partecipato anche sciatori di altre federazioni, senza che questo consentisse loro di concorrere al titolo nazionale tedesco.

## Risultati

### Uomini
| Pos. | Atleta               | Nazione   |
| ---- | -------------------- | --------- |
| 1    | Matt Brady           | Canada    |
| 2    | Florian Wilmsmann    | Germania  |
| 3    | Kristofor Mahler     | Canada    |
| 4    | Franz Pietzko        | Germania  |
| 5    | Paul Eckert          | Germania  |
| 6    | Jiri Cech            | Rep. Ceca |
| 7    | Anton Felix Seitz    | Austria   |
| 8    | Christoph Annaberger | Germania  |

### Donne
| Pos. | Atleta              | Nazione  |
| ---- | ------------------- | -------- |
| 1    | Anna Woerner        | Germania |
| 2    | Heidi Zacher        | Germania |
| 3    | Margarethe Aschauer | Germania |
| 4    | Michelle Buchholzer | Austria  |
| 5    | Daniela Maier       | Germania |